# Fatorial
| {\displaystyle n} | {\displaystyle n!}    |
| ----------------- | --------------------- |
| 0                 | 1                     |
| 1                 | 1                     |
| 2                 | 2                     |
| 3                 | 6                     |
| 4                 | 24                    |
| 5                 | 120                   |
| 6                 | 720                   |
| 7                 | 5040                  |
| 8                 | 40320                 |
| 9                 | 362880                |
| 10                | 3628800               |
| 11                | 39916800              |
| 12                | 479001600             |
| 13                | 6227020800            |
| 14                | 87178291200           |
| 15                | 1307674368000         |
| 16                | 20922789888000        |
| 17                | 355687428096000       |
| 18                | 6402373705728000      |
| 19                | 121645100408832000    |
| 20                | 2432902008176640000   |
| 25                | 1.551121004×1025      |
| 50                | 3.041409320×1064      |
| 70                | 1.197857167×10100     |
| 100               | 9.332621544×10157     |
| 450               | 1.733368733×101000    |
| 1000              | 4.023872601×102567    |
| 3249              | 6.412337688×10000     |
| 10000             | 2.846259681×1035659   |
| 25206             | 1.205703438×10100000  |
| 100000            | 2.824229408×10456573  |
| 205023            | 2.503898932×101000004 |
| 1000              | 8.263931688×105565708 |
| 10100             | 10101.9981097754820   |

Na matemática, o fatorial (AO 1945: factorial) de um número natural n, denotado por n!, é o produto de todos os naturais menores ou iguais a n. O fatorial de n também é igual ao produto de n e o fatorial de seu antecessor:
{\displaystyle {\begin{aligned}n!&=n\times (n-1)\times (n-2)\times (n-3)\times \cdots \times 3\times 2\times 1\\&=n\times (n-1)!\\\end{aligned}}}
Por exemplo,
{\displaystyle 5!=5\times 4!=5\times 4\times 3\times 2\times 1=120.}
O valor de 0! é 1, conforme a convenção para um produto vazio.
Fatoriais foram descobertos em diversas culturas antigas, notavelmente na matemática indiana, nas obras canônicas da literatura de Jain, e por míticos judeus no livro Talmude Sêfer Yetzirá. A operação fatorial é encontrada em diversas áreas da matemática, notavelmente na combinatória, onde seu uso mais básico é contar as diferentes sequências possíveis — as permutações — de n distintos objetos: existem n!. Na análise matemática, fatoriais são usados nas série de potências para a função exponencial e outras funções. Eles também possuem aplicações na álgebra, teoria dos números, teoria das probabilidades e ciência da computação.
Muita da matemática das funções fatoriais começou a ser desenvolvida no final do século XVIII e início do XIX. A aproximação de Stirling gera uma aproximação precisa para fatoriais de números grandes, mostrando que ele cresce mais rápido que o crescimento exponencial. A fórmula de Legendre descreve os exponentes de números primos numa decomposição em fatores primos dos fatoriais, e pode ser utilizada para contar os zeros à direita dos fatoriais. Daniel Bernoulli e Leonhard Euler interpolaram a função fatorial para uma função contínua de números complexos, exceto nos inteiros negativos, chamada de função gama (deslocada).
Várias outras funções e sequências numéricas importantes estão intimamente relacionadas aos fatoriais, incluindo os coeficientes binomiais, duplos fatoriais, primoriais e subfatoriais. Implementações da função fatorial são comumente usadas como exemplo de diferentes estilos de programação de computadores e estão incluídas em calculadoras científicas e bibliotecas de software de computação científica. Embora calcular diretamente fatoriais grandes usando a fórmula do produto ou recorrência não seja eficiente, algoritmos mais rápidos são conhecidos, combinando, num fator constante, o tempo para algoritmos de multiplicação rápidos para números com o mesmo número de dígitos.

## Definição
A função fatorial é normalmente definida por:
{\displaystyle n!=\prod _{k=1}^{n}k=n\times (n-1)\times (n-2)\times ...\times 3\times 2\times 1,\qquad \forall n\in \mathbb {N} }
Por exemplo, {\displaystyle 5!=5\times 4\times 3\times 2\times 1=120}. Como o fatorial de um número é uma multiplicação de 1 até {\displaystyle n}, {\displaystyle n!}, pode ser definido pelo produto de {\displaystyle n} com o fatorial de seu antecessor. Logo, {\displaystyle 5!=5\times 4!=120}. De forma geral:
{\displaystyle n!=n\times (n-1)!}
que pode ser reescrito da seguinte forma:
{\displaystyle (n-1)!={\frac {n!}{n}}}
Portanto:
{\displaystyle 3!={\frac {4!}{4}}={\frac {4\times 3!}{4}}=6}
{\displaystyle 2!={\frac {3!}{3}}={\frac {3\times 2!}{3}}=2}
{\displaystyle 1!={\frac {2!}{2}}={\frac {2\times 1}{2}}=1}
Esta definição implica em particular que {\displaystyle 0!=1}, pois
{\displaystyle 0!={\frac {1!}{1}}={\frac {1}{1}}=1}
A função fatorial também pode ser definida (inclusive para não-inteiros) através da função gama:
{\displaystyle z!=\Gamma (z+1)=\int _{0}^{\infty }t^{z}e^{-t}\,dt}
A sequência dos fatoriais (sequência A000142 na OEIS) para n = 0, 1, 2,... começa com:
1, 1, 2, 6, 24, 120, 720, 5 040, 40 320, 362 880, 3 628 800...

## Aplicações
Os fatoriais são importantes em análise combinatória. Por exemplo, existem n! caminhos diferentes de arranjar n objetos distintos numa sequência. (Os arranjos são chamados permutações) E o número de opções que podem ser escolhidos é dado pelo coeficiente binomial. Veja também binômio de Newton.
{\displaystyle {n \choose k}={n! \over k!(n-k)!}.}
Os fatoriais também aparecem em cálculo. Por exemplo, no teorema de Taylor, que expressa a função f(x) como uma série de série de potências em x. A razão principal é que o n derivativo de xn é n!. Os fatoriais também são usados extensamente na teoria da probabilidade.
Os fatoriais são também frequentemente utilizados como exemplos simplificados de recursividade, em ciência da computação, porque satisfazem as seguintes relações recursivas: (se n ≥ 1):
n! = n (n − 1)!

## Como calcular fatoriais
O valor numérico de n! pode ser calculado por multiplicação repetida se n não for grande demais. É isto que as calculadoras fazem. O maior fatorial, que a maioria das calculadoras suportam é 69!, porque 70! > 10100.
Quando n é grande demais, n! pode ser calculado com uma boa precisão usando a aproximação de Stirling:
{\displaystyle n!\sim {\sqrt {2\pi n}}\left({\frac {n}{e}}\right)^{n}.}
Esta é uma versão simplificada que pode ser provada usando a matemática básica do ensino secundário; a ferramenta essencial é a indução matemática. Esta é aqui apresentada na forma de um exercício:
{\displaystyle \left({n \over 3}\right)^{n}<n!<\left({n \over 2}\right)^{n}\ {\mbox{se}}\ n\geq 6.}

## Logaritmo de fatorial
O logaritmo de um fatorial pode ser usado para calcular o número de dígitos que a base de um fatorial  irá ocupar. ln(n!) pode ser facilmente calculado da seguinte forma:
{\displaystyle \ln(n!)=\sum _{k=1}^{n}{\ln(k)}}
Note que esta função, demonstrada graficamente, é quase linear para valores baixos; mas o fator {\displaystyle {\ln(n!)} \over n} cresce de maneira arbitrária, embora vagarosa. Por exemplo, este é o gráfico de seus primeiros 20 mil valores:
{\displaystyle \ln(n!)\approx n\ln(n)-n+{\frac {\ln(n)}{2}}+{\frac {\ln(2\pi )}{2}}.}

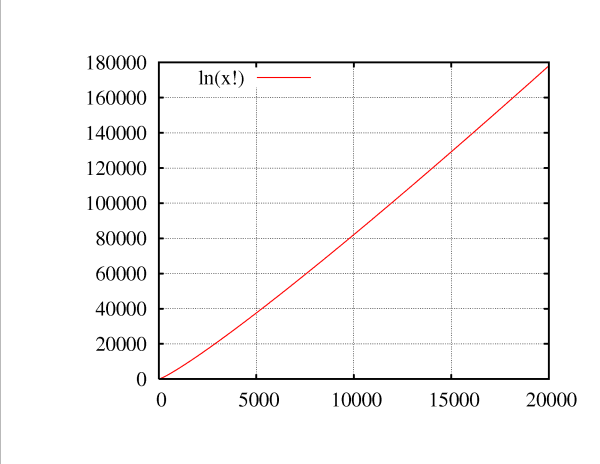

Uma boa aproximação para ln(n!) é fazer o logaritmo da fórmula de Stirling.

## Generalidades

### A função gama similar
A função gama Γ(z) é definida para todos os números complexos z exceto os inteiros não positivos (z = 0, −1, −2, −3, ...). Relaciona-se aos fatoriais pelo fato de que satisfaz um relacionamento recursivo similar àquele da função fatorial:
{\displaystyle n!=n(n-1)!}
{\displaystyle \Gamma (n+1)=n\Gamma (n)}
Junto com a definição Γ(1) = 1 isto gera a equação
{\displaystyle \Gamma (n+1)=n!\qquad \forall n\in \mathbb {N} ,n\geq 1.}
Devido a este relacionamento, a função gama é frequentemente tida como uma generalização da função fatorial para o domínio dos números complexos. Isso é justificado pelas seguintes razões:
- Significado compartilhado — a definição canônica da função factorial é o relacionamento recursivo mencionado, compartilhado por ambos.
- Unicidade — a função gama é a única função que satisfaz o relacionamento recursivo mencionado para o domínio dos números complexos e é holomórfica e cuja restrição ao eixo positivo real é convexa no log. Ou seja, é a única função que poderia ser uma generalização da função fatorial.
- Contexto — a função gama é geralmente usada num contexto similar ao dos factoriais (mas, é claro, onde um domínio mais geral for de interesse).

### Multifactoriais
Uma notação relacionada comum é o uso de múltiplos pontos de exclamação para simbolizar um multifactorial, o produto de inteiros em passos de dois (n!!), três (n!!!), ou mais.
n!! denota o factorial duplo de n e é definido recursivamente por
{\displaystyle n!!=\left\{{\begin{matrix}1,\qquad \quad \ &&{\mbox{se }}n=0{\mbox{ ou }}n=1;\\n(n-2)!!&&{\mbox{se }}n\geq 2.\qquad \qquad \end{matrix}}\right.}
Por exemplo, 8!! = 2 · 4 · 6 · 8 = 384 e 9!! = 1 · 3 · 5 · 7 · 9 = 945. A sequência de factoriais duplos para n = 0, 1, 2,... é :1, 1, 2, 3, 8, 15, 48, 105, 384, 945, 3840, ...
Algumas identidades envolvendo factoriais duplos são:
{\displaystyle n!=n!!(n-1)!!}
{\displaystyle (2n)!!=2^{n}n!}
{\displaystyle (2n+1)!!={(2n+1)! \over (2n)!!}={(2n+1)! \over 2^{n}n!}}
{\displaystyle \Gamma \left(n+{1 \over 2}\right)={\sqrt {\pi }}{(2n-1)!! \over 2^{n}}}
Deve-se ser cuidadoso para não interpretar n!! como o factorial de n!, que deveria ser escrito (n!)! e é um número muito maior (para n>2).
O factorial duplo é a variante mais comumente usada, mas pode-se definir o factorial triplo do mesmo modo (n!!!) e assim por diante. Em geral, o k-ésimo factorial, notado por n!(k), é definido recursivamente como
{\displaystyle n!^{(k)}=\left\{{\begin{matrix}1,\qquad \qquad \ &&{\mbox{se }}0\leq n<k;\\n(n-k)!^{(k)},&&{\mbox{se }}n\geq k.\quad \ \ \,\end{matrix}}\right.}

### Hiperfactoriais
Ocasionalmente o hiperfactorial de n é considerado. É escrito como H(n) e definido por
{\displaystyle H(n)=\prod _{k=1}^{n}k^{k}=1^{1}\cdot 2^{2}\cdot 3^{3}\cdots (n-1)^{n-1}\cdot n^{n}}
Para n = 1, 2, 3, 4,... os valores de H(n) são 1, 4, 108, 27648,...
A função hiperfactorial é similar à factorial, mas produz números maiores. A taxa de crescimento desta função, contudo, não é muito maior que um factorial regular.

### Superfactoriais
Neil Sloane e Simon Plouffe definiram o superfactorial em 1995 como o produto dos primeiros n fatoriais.  Assim, o superfatorial de 4 é
{\displaystyle \mathrm {sf} (4)=1!\times 2!\times 3!\times 4!=288}
No geral,
{\displaystyle \mathrm {sf} (n)=\prod _{k=1}^{n}k!=\prod _{k=1}^{n}k^{n-k+1}=1^{n}\cdot 2^{n-1}\cdot 3^{n-2}\cdots (n-1)^{2}\cdot n^{1}.}
A sequência de superfatoriais começa (de n=0) como:
1, 1, 2, 12, 288, 34560, 24883200, ... (sequência A000178 na OEIS)
Esta ideia pode ser facilmente estendida para superduperfatorial como o produto dos primeiros n superfactoriais (iniciando com n=0), assim
1, 1, 2, 24, 6912, 238878720, 5944066965504000, ... (sequência A055462 na OEIS)
e aí em diante, recursivamente para todos os fatoriais múltiplos, onde o m-factorial de n é o produto dos primeiros n (m-1)-factoriais, i.e.
{\displaystyle \mathrm {mf} (n,m)=\mathrm {mf} (n-1,m)\mathrm {mf} (n,m-1)=\prod _{k=1}^{n}k^{n-k+m-1 \choose n-k}}
onde {\displaystyle \mathrm {mf} (n,0)=n} para {\displaystyle n>0} e {\displaystyle \mathrm {mf} (0,m)=1}.

### Hiperfatoriais (definição alternativa)
Clifford Pickover, no seu livro Keys to Infinity, de 1995, define o superfactorial de n, escrito comodidade n$ (o $ deveria, na verdade, ser um sinal de fatorial ! com um S sobrepusto) como
{\displaystyle n\$=n^{(4)}n}
onde a notação científica (4) denota o operador hyper4, ou usando a notação da seta de Knuth,
{\displaystyle n\$=(n!)\uparrow \uparrow (n!)}
Esta sequência de superfatoriais começa quando se usa:
{\displaystyle 1\$=1}
{\displaystyle 2\$=2^{2}=4}
{\displaystyle 3\$=6\uparrow \uparrow 6=6^{6^{6^{6^{6^{6}}}}}}

## Fatoração prima de fatoriais
A potência de p que ocorre na fatoração prima de n! é
{\displaystyle \sum _{i=1}^{\infty }\left\lfloor {\frac {n}{p^{i}}}\right\rfloor }
Esta fórmula permite que fatoriais grandes sejam fatorados eficientemente.
O Teorema de Wilson diz que (p-1)! + 1 é um múltiplo de p se, e somente se, p for um número primo.

## Algoritmo
Um exemplo clássico do cálculo de fatorial na linguagem de programação C/Java

### Recursivo
```
int
 
fatorial
 
(
int
 
numero
)
 
{

    
return
 
numero
 
==
 
0
 
?
 
1
 
:
 
numero
 
*
 
fatorial
(
numero
 
-
 
1
);

}

```

### Iterativo
```
int
 
fatorial
 
(
int
 
numero
)
 
{

    
int
 
resultado
 
=
 
numero
;

    
if
 
(
numero
 
==
 
0
)
 
resultado
++
;

    
while
 
(
numero
 
>
 
1
)
 
resultado
 
*=
 
--
numero
;

    
return
 
resultado
;

}

```